# Strangers in the night (Peter Baumann)
Strangers in the night is het vierde studioalbum van Peter Baumann, dan wel band Baumann. Het is net als zijn voorganger opgenomen in New York (Cronex Studios).

## Inleiding
Peter Baumann raakte bekend in de popmuziek door zijn lidmaatschap van en bijdragen aan Tangerine Dream, dat haar albums uitbracht via Virgin Records. Zo geschiedde ook met de eerste drie albums van Baumann. Dit album werd uitgegeven door Arista Records. Baumann heeft de elektronische muziek dan grotendeels vaarwel gezegd en kwam met muziek in de trant van Depeche Mode en Yazoo, aldus Mark Jenkins. Anderen houden het op The Buggles en The Human League. 

## Musici
- Peter Baumann – analoge en digitale synthesizers, elektronica, zang

Met
- Eli Holland – zang
- Rich Teeter – drumstel
- Ritchie Flieger – gitaar
- Bruce Brody – toetsinstrumenten

## Muziek
| Nr. | Titel                                                              | Duur |
| --- | ------------------------------------------------------------------ | ---- |
| 1.  | Strangers in the night (Kaempfert, Singleton, Snyder)              | 3:53 |
| 2.  | Metro man (Baumann, Holland)                                       | 3:47 |
| 3.  | King of the jungle (Baumann, Holland, Larry Gottlieb, Marc Blatte) | 3:47 |
| 4.  | Be mine (Baumann, Holland)                                         | 3:27 |
| 5.  | Time machine (Baumann, Chris Ianuzzi)                              | 3:25 |

| Nr. | Titel                                                       | Duur |
| --- | ----------------------------------------------------------- | ---- |
| 1.  | Taxi (Baumann, Larry Gottlieb, Marc Blatte)                 | 3:13 |
| 2.  | Cash (Baumann)                                              | 3:13 |
| 3.  | Glass house (Baumann, Holland)                              | 4:15 |
| 4.  | Ground Zero (Baumann, Holland, Larry Gottlieb, Marc Blatte) | 3:35 |
| 5.  | Welcome (Baumann)                                           | 4:24 |

Strangers in the night is een cover van het lied geschreven door Bert Kaempfert, Charles Singleton en Eddie Snyder, waar Frank Sinatra een wereldhit mee had. Baumann bracht het ook als single uit met op de B-kant Fremde in die Nacht, maar dat werd geen succes.

## Nasleep
De eerste drie album kregen in meer en mindere mate een vervolg door uitgaven op compact disc. Die omzetting kwam niet meer bij Strangers in the night, ook niet in later jaren en geen van de tracks kwam terecht op verzamelalbum Phase by phase. Baumann trok zich vanwege de lage verkoopcijfers terug uit de actieve muziekwereld en startte platenlabel Private Music, dat dan weer een periode kende met Tangerine Dream. Pas in 2016 kwam hij weer met muziek; via zijn eigen platenlabel Bureau B bracht hij toen Machines of desire uit. Hij keerde daarmee terug naar de elektronische muziek.